# Степанівка (річка)
Степанівка — річка в Україні, у Сумському районі Сумської області. Ліва притока Сумки (басейн Дніпра).

## Опис
Довжина річки приблизно 6,7 км. На деяких ділянках пересихає.

## Розташування

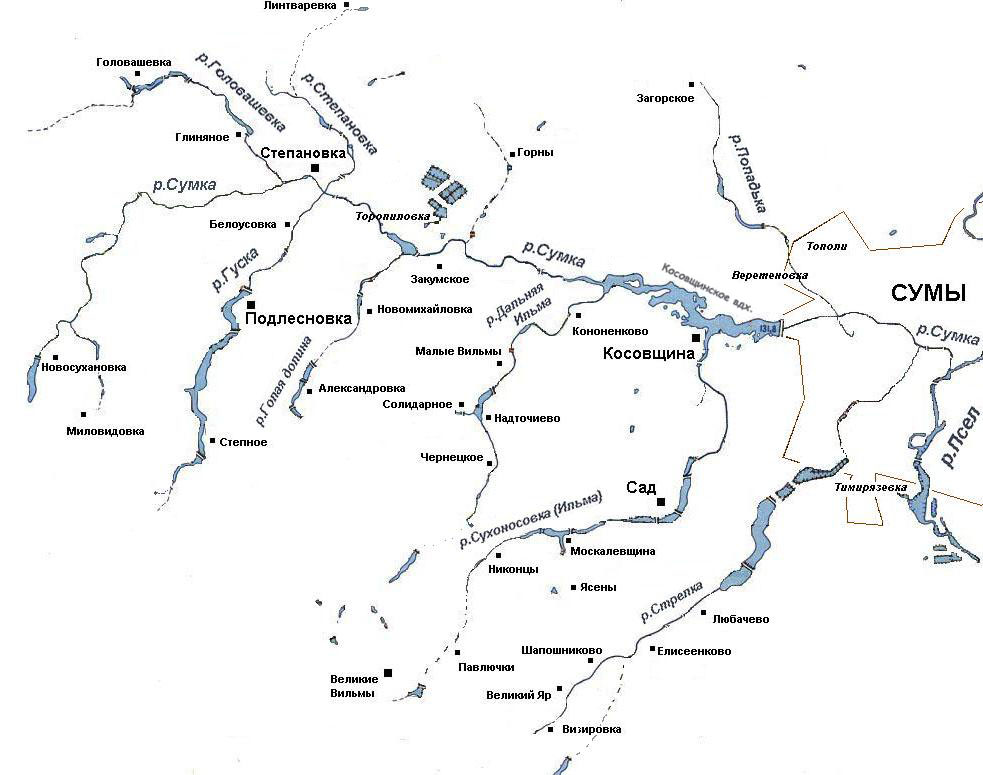
Карта-схема басейну річки Сумки

Бере початок на південно-східній околиці Линтварівки. Спочатку тече на південний захід, потім повертає на південний схід. Далі тече через Степанівку і впадає в річку Сумку, праву притоку Псла.

## Цікаві факти
- Річку перетинає залізнична лінія Баси — Ворожба.
- За 1,5 км від річки знаходиться станція Головашівка.
- Річку перетинає автомобільна дорога Р61.